# Sarzano/Sant’Agostino
Sarzano/Sant’Agostino – stacja metra w Genui, położona na jedynej linii sieci.
Znajduje się on w pobliżu Piazza Sarzano i kościoła Sant’Agostino, który obecnie pełni funkcję muzeum. W pobliżu stacji znajduje się także wydział architektury, zbudowany na pozostałościach klasztoru San Silvestro (zniszczonego podczas alianckich nalotów z okresu II wojny światowej), zrekonstruowanego kościoła San Salvatore i bazyliki Santa Maria Assunta. Przed inauguracją stacji teren Piazza Sarzano nie był obsługiwany przez inne środki transportu.
Stacja została otwarta 3 kwietnia 2006, około rok po otwarciu stacji De Ferrari.